# 아마미어
아마미어(奄美語, Amami)는 류큐어의 북부어 중 아마미 제도에서 사용되는 여러 언어(방언)들의 총칭이다. 다만 아마미 제도 남부의 일부 언어들(오키노에라부어, 요론어)은 북오키나와어에 속하는 것으로 분류하는 경우가 많다.
크게 본 섬인 아마미오시마에서 사용되는 아마미오시마어, 도쿠노섬에서 사용되는 도쿠노시마어, 기카이섬에서 사용되는 기카이어로 나뉜다. 특히 아마미오시마 내에서는 남북 간의 방언차가 두드러진다.

## 문법
|                                       | 지향형     | 종지형1 | 종지형2 | 연체형 | 명령형 | 금지형   |
| ------------------------------------- | ---------- | ------- | ------- | ------ | ------ | -------- |
| 아마미오시마 북부 (아마미시 名瀬)     | kakoː      | kakjuri | kakjun  | kakjun | kakï   | kaku(na) |
| 아마미오시마 북부 (우켄촌 湯湾)       | kakoː      | kakjui  | kakjun  | kakjun | kakï   | kaku(na) |
| 아마미오시마 남부 (세토우치정 古仁屋) | kakoː      | kakjur  | kakjum  | kakjun | kakï   | kak(na)  |
| 도쿠노시마 (井之川)                   | kaka       | kakjuri | kakjun  | kakjun | kakï   | kaki(na) |
| 기카이(지마) (志戸桶)                 | kakoː kaka | kakjui  | kakjun  | kakjun | kakï   | kaku(na) |

종지형은 연체형 + をり(즉 書きをり)에서 유래된 것이다.

## 예문
다음은 아마미오시마 남부 세토우치 정의 방언이다.
- ʔura ja katʃi m wan na kaka m (君は書いても私は書かない, 너는 써도 나는 쓰지 않는다)
- wa ga kak gadiː ʔarrja koː mta (私が書くまで彼は来なかった, 내가 쓸 때까지 그는 오지 않았다)
- tahasan mun na kwëːkirja m (高いものは買えない, 비싼 것은 살 수 없다)

## 같이 보기
- 류큐어파
- 구니가미어